# Waalo
Ne doit pas être confondu avec Walo.
1287–1855
Entités précédentes :
- Empire Wolof

Entités suivantes :
- Colonie du Sénégal

Le Waalo (en wolof : Waloo) — on trouve aussi les orthographes Walo, Wâlo ou Oualo, et un grand nombre de variations ou de cacographies — est l'un des anciens royaumes issus de l'éclatement de l'empire wolof du Djolof au XVIe siècle et immédiatement antérieur à la colonisation européenne. Le royaume du Waalo était situé dans ce qui est actuellement le nord du Sénégal et le sud de la Mauritanie. Il occupait, au débouché du fleuve, une position stratégique entre le monde arabo-berbère et l'Afrique noire. Sa capitale était Njurbel, située au sud de la Mauritanie actuelle.
Aujourd'hui, le Waalo est une région historique du Sénégal, centrée sur le delta du fleuve Sénégal, dans le nord-ouest du pays, autour de la ville de Saint-Louis.
Les habitants du Waalo sont appelés les Waalo-Waalo.

## Géographie

### Emprise territoriale

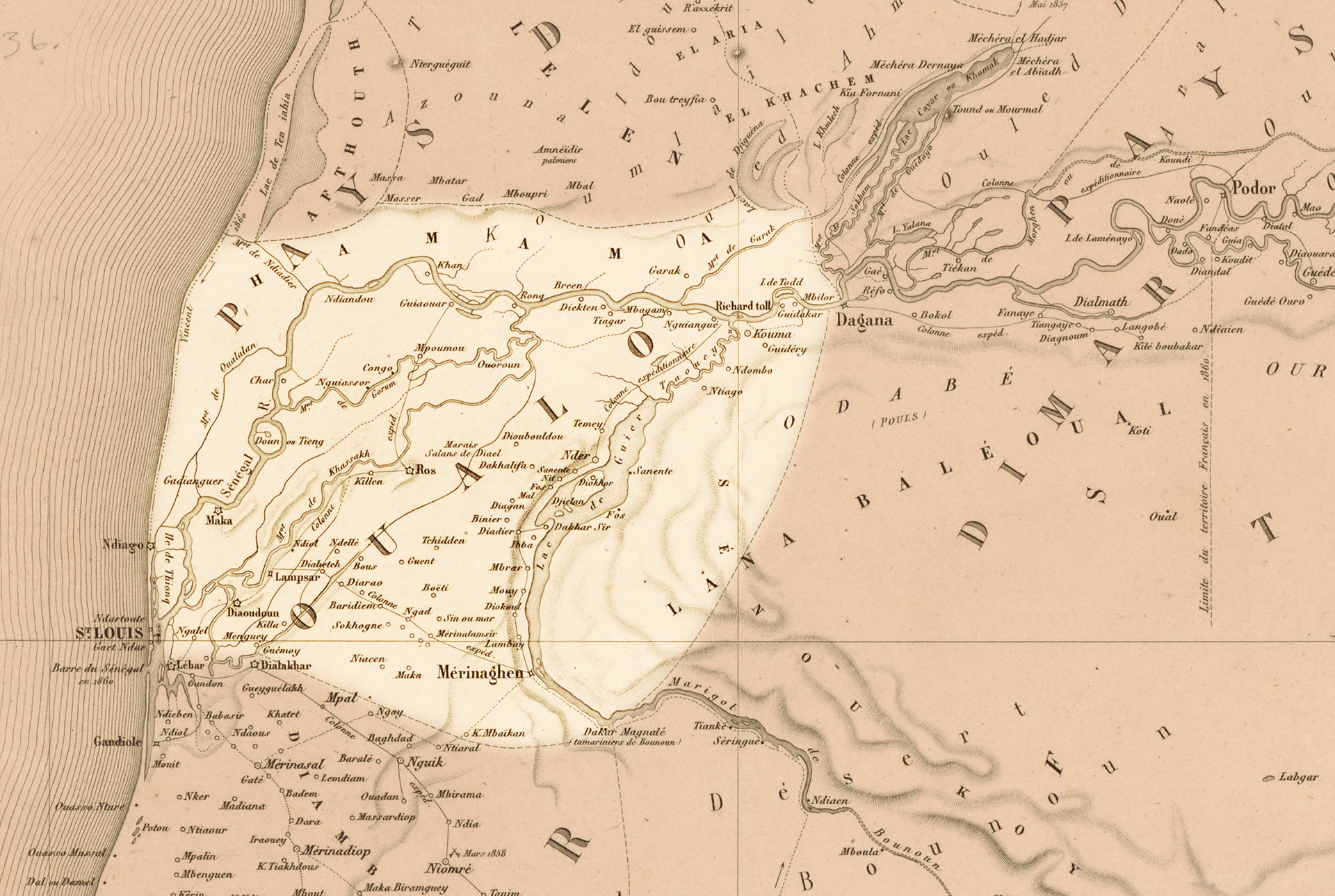
Détail de la carte de Brossard de Corbigny de 1860 montrant le royaume du Waalo

Le royaume du Waalo est centré sur le cours inférieur et le delta du fleuve Sénégal et les rives du lac de Guiers. Les frontières des anciens royaumes sénégambiens ne sont pas clairement définies, s'apparentant davantage à des marches fluctuantes. Il est cependant possible de définir quelques grandes lignes.
Si l'on se réfère à la carte dessinée en 1860-61 par Brossard de Corbigny, la frontière Nord est, à cette époque, située au Nord immédiat de ce qui deviendra Keur-macene et Rosso, déjà contrainte à la vallée du fleuve sous la poussée des Maures du Trarza et la désertification progressive des lieux. Elle s'infléchit vers le Sud au niveau de l'actuel lac de R'kiz. Plusieurs indices historiques suggèrent cependant qu'elle se trouvait auparavant plus au Nord, pouvant aller jusqu'à toucher le lac de R'kiz.
Suivant la même source, la frontière Est va de Dagana, sur le fleuve, à la pointe sud du lac de Guiers, en un lieu appelé « les tamariniers de Bounoun », vraisemblablement à quelques kilomètres au sud-est de Keur Momar Sarr. De là, la frontière Sud rejoint Saint-Louis en passant au nord de Gandon. Le Waalo a cependant pu occasionnellement annexer le Gandiol, au Sud, et tout ou partie du Dimar, à l'Est.
Le royaume était donc à cheval entre la Mauritanie actuelle et le Sénégal, couvrant tout ou partie des Moughataa de Keur-macene, Rosso et de R'kiz, en Mauritanie, et l'essentiel des départements de Saint-Louis et de Dagana, ainsi que la frange Nord du Département de Louga, au Sénégal. Avant la colonisation, ses voisins immédiats étaient, au nord, l'émirat du Trarza, à l'est, le royaume du Fouta-Toro, au sud-est, le royaume du Djolof et au sud, le royaume de Cayor.

### Subdivisions et lieux remarquables
La capitale du pays est, pour les périodes les plus anciennes du royaume, la localité de Njurbel, aujourd'hui Rosso en Mauritanie. Elle est déplacée au XVIIIe siècle non loin de Richard-Toll, avant d'être déplacée à nouveau plus au Sud, à Nder.
Parmi les autres localité notables du pays, on peut citer Maka, Ross, Dagana, Tungeen (Tounguene), Fos ou Khouma. ces localités sont généralement les lieux de résidence des grands personnages du royaume.

## Histoire

### Origines

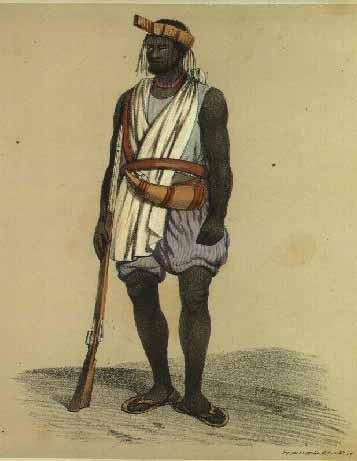
Wolof du Waalo en « costume de guerre » (1846)

L'histoire du royaume du Waalo, pour ce qui est de ses origines, est indissociable de celle de l'empire du Djolof. En effet, selon la tradition orale, ce dernier est fondé par Ndiadiane Ndiaye, un souverain dont la vie présente de nombreux aspects légendaires. Nommé brack du Waalo pour avoir fait la preuve de sa sagesse, il serait ensuite parvenu à unifier les royaumes côtiers, conquérir ou vassaliser les autres royaumes de la Sénégambie pour prendre finalement la tête de l'empire et le titre de Buurba Jolof. Les différents calculs des historiens, basés sur les différentes listes dynastiques transmises par la tradition orale, permettent de replacer son règne dans la seconde moitié du XIIe siècle ou au tout début du XIVe.
Après Ndiadiane Ndiaye, la souveraineté sur le Waalo semble échoir à son demi-frère, Barka Mbodj. Ce dernier est à l'origine du lignage patrilinéaire geño et par là, de la dynastie des Braks qui vont régner sur le pays. Il est peut-être aussi à l'origine des lignages royaux matrilinéaires meen. Le Waalo reste sous la tutelle de l'empire Djolof jusqu'à la dislocation de celui-ci, entre 1549, au lendemain de la bataille de Danki (en) et les années 1560. Le Brak du Waalo était alors un certain Yerim Kodé Mdyoureane.

### Du Djoloff à la tutelle des peuls du Fouta Toro
L'une des raisons de l'effondrement de l'empire Djolof vient des conquêtes de Koli Tenguella qui ont déstabilisé en profondeur l'ensemble de la région dans le dernier quart du XVe siècle. Koli parvient, au terme de ses conquêtes militaires, à s'imposer au Fouta toro et à y fonder la dynastie des Deniankobé.
Ses successeurs maintiennent ensuite la pression sur les états constitutifs du Grand Djolof. À la dislocation de celui-ci, il semble que les Satigui Deniankobé parviennent dès 1600 à imposer tribut au Waalo, ainsi qu'au royaume Jolof, vestige de l'empire. Cette vassalisation pourrait avoir duré jusqu'en 1715, lorsque, sous le règne du brak  Yerim Mbanik, le Waalo refuse le paiement d'un tribut. Elle pourrait cependant être rapidement devenue symbolique.

### L'arrivée des Européens et la «guerre des marabouts»
Le premier contact avec les Portugais - les premiers explorateurs européens des côtes atlantiques de l'Afrique - a lieu aux alentours de 1440-1445, à la suite des différentes expéditions de Nuno Tristão et de Dinis Dias, qui explorèrent cette zone sur ordre du prince Henri le Navigateur. Après ce contact initial - non amical - les relations se normalisent rapidement. C'est alors que se mettent en place progressivement les premières traites atlantiques, parmi lesquelles, peut-être la plus importante mais non la seule, la traite négrière occidentale.
Les Français arrivent plus tard dans la région. Une première expédition implante un comptoir modeste en 1638 à la pointe de Bieurt, sur l'île Bocos, Mboxos en wolof, l'actuelle île Baba Dièye. Malmené par la mer, le fortin sera déplacé et Saint-Louis fondée en 1659 sur l'îlot Ndar, un peu plus au nord.
Cette traite atlantique initiée par les Européens entraîne une relative désaffection et un déséquilibre pour la traite saharienne. Ce fait, conjoint à d'autres causes sociales, politiques et religieuses a amené le chef militaire et religieux maure Nasr al-Din à tenter de conquérir - ou vassaliser - les royaumes du Fleuve Sénégal.
En 1673, les troupes de Nasr al-Din subjuguent les aristocraties des royaumes sénégambiens. Les envahisseurs maures sont puissamment soutenus par les populations locales, en révolte contre leurs dirigeants, ce qui explique l'importance de ce mouvement et la facilité avec laquelle il s'étend au travers de la Sénégambie. Ainsi, au Fouta Toro, le Satigui est forcé à l'exil. Au Waalo, le Brak Fara Kumba Mbodji est tué au combat. Son successeur, Yérim Kodé, est inféodé au parti maraboutique. Mais la mort de Nasr al-Din, l'année suivante, va changer la donne. Les Français de Saint-Louis vont parvenir à détacher le brak Yérim Kodé du mouvement islamique de Nasr, appelé localement Tuubenan, Toubenan en français. Ils vont l'armer et le soutenir dans la reconquête de ses États. Yérim Kodé ira ensuite attaquer les Toubenans au Fouta Toro, leur menant une guerre particulièrement dure et sans concession. Le Brak meurt en 1676 et son successeur, Fara Penda, poursuit la lutte, ravageant l'ouest du Fouta-Toro. En 1677, le mouvement de réforme islamique Toubenan est éradiqué et le djihad voulu par Nasr al-Din est un échec.

### Conflits internes et entre les royaumes woloff
Le XVIIIe siècle commence au Waalo, par une guerre civile entre deux prétendants au trône, Bër Thiacka et Yérim MBanyik. Le premier est d'abord nommé Brack par le conseil du seb ak baor. Le nouveau souverain défait alors son adversaire, sans parvenir à l'éliminer. Yérim MBanyik, reprenant la main, parvient à surprendre le roi à Njurbel - aujourd'hui Rosso, en Mauritanie - puis à l'éliminer. Il est alors, à son tour, nommé Brak.
Sous son règne, les relations avec les Français de Saint-Louis vont aller en se dégradant petit à petit. Le Waalo semble également subir une certaine pression sur sa frontière nord, ce qui poussera le Brak à déplacer la capitale de Njurbel, à Ndyany, vraisemblablement non loin de Richard-Toll. Enfin la fin du règne de Yérim MBanyik voit un affrontement entre le Brak et l'un de ses grands noble, le Beethio Maalixuri, lequel entretenait d'excellents liens avec les Français.
Le successeur de Yérim Mbanyik, en 1733, est son frère Njak Aram, qui déplace la capitale de Ndyany à Nder. Le nouveau Brak intervient dans la succession troublée du royaume du Cayor. Il aide ainsi à la destitution du Damel Maysa Bige. Après avoir, selon la tradition orale, tenté d'imposer son fils comme roi du Cayor, il contribue à la mise en place du Ma-Awa sur le trône. Ces opérations lui permettent vraisemblablement de conquérir le Gandiol.
Njak Aram cède ensuite le trône à Nataago Aram, qui rétablira vers 1760, Maysa Bige comme Damel du Cayor, avant de se voir déclarer la guerre par son successeur, conflit qu'il remportera. Après sa mort en 1766, une nouvelle guerre civile démarre au Waalo, entre les lignages meen des Teedyek et des Diouss.

### Relations avec le Trarza
(octobre 2017).

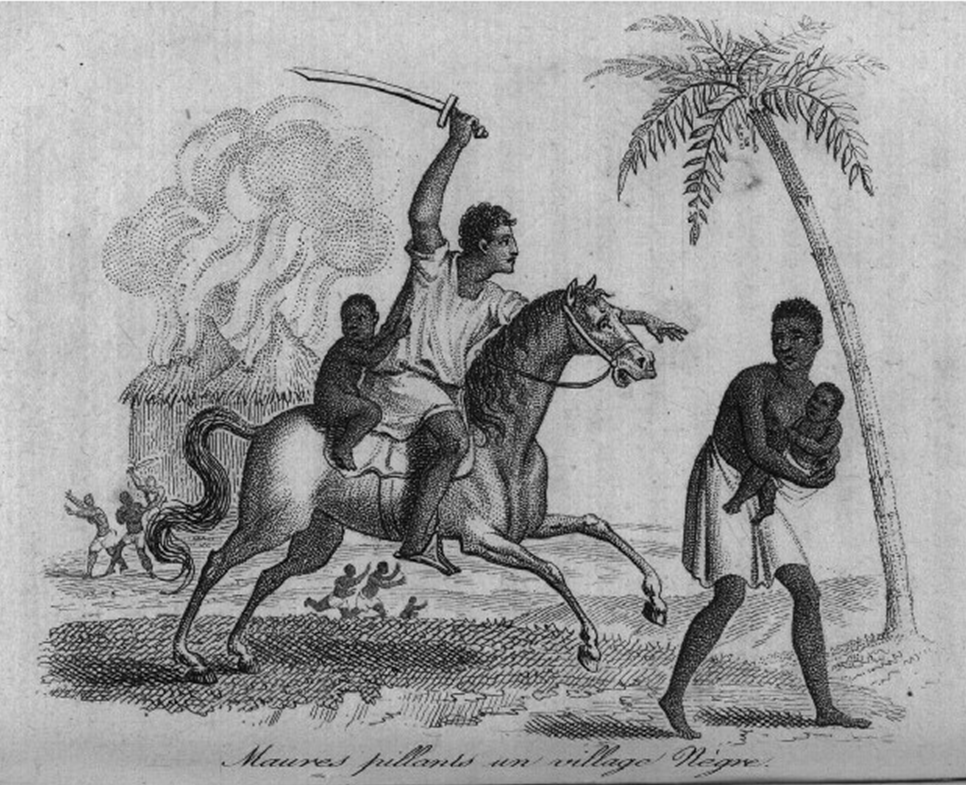
"Maures pillant un village nègre", planche de René Geoffroy de Villeneuve, 1814, d'après un dessin original faits sur place

Le royaume s'est longtemps battu contre les Maures trarza au nord venu de la Mauritanie, les Toucouleurs voulant islamiser le royaume très réfractaire à l'islam, bien que les musulmans aient toujours cohabité avec ceux pratiquant la religion traditionnelle. Dans le Waalo les femmes étaient connues pour leur courage. Dans la tradition orale du Waalo sont souvent évoqués les actes de bravoure des femmes face aux ennemis du royaume. Le grand suicide collectif des femmes du village de Nder en 1820 constitue un acte de résistance célèbre face aux Maures. La reine du Waalo Ndjeumbeut Mbodj, qui a régné avant sa sœur Ndaté Yalla Mbodj, s'était mariée à Dagana le 18 juin 1833 avec le roi des Maures Trarza, Mohamed El-Habib, pour rétablir la paix entre le royaume du Waalo et le royaume du Trarza. Leur fils Ely Ndjeumbeut a régné sur le Trarza entre 1878 et 1886.

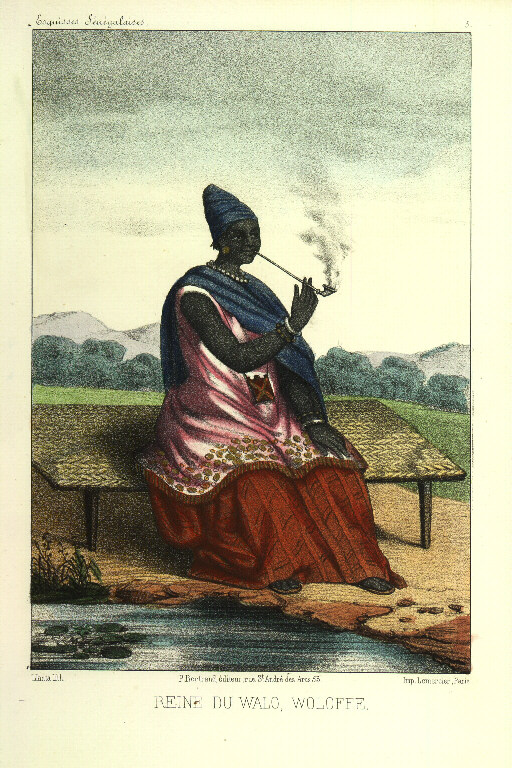
Ndaté Yalla, reine du Walo

### Conquête coloniale française
Les Français réussiront en 1859 à annexer le royaume avec la dernière grande reine du Oualo, Ndaté Yalla qui s'est battue avec acharnement contre les Européens et les Maures. C'est à la bataille de Dioubouldou, que l'armée dirigée par Faidherbe battit l'armée dirigée par Ndaté Yalla. C'était le 25 février 1855, date à laquelle commence la colonisation du Waalo et du Sénégal.

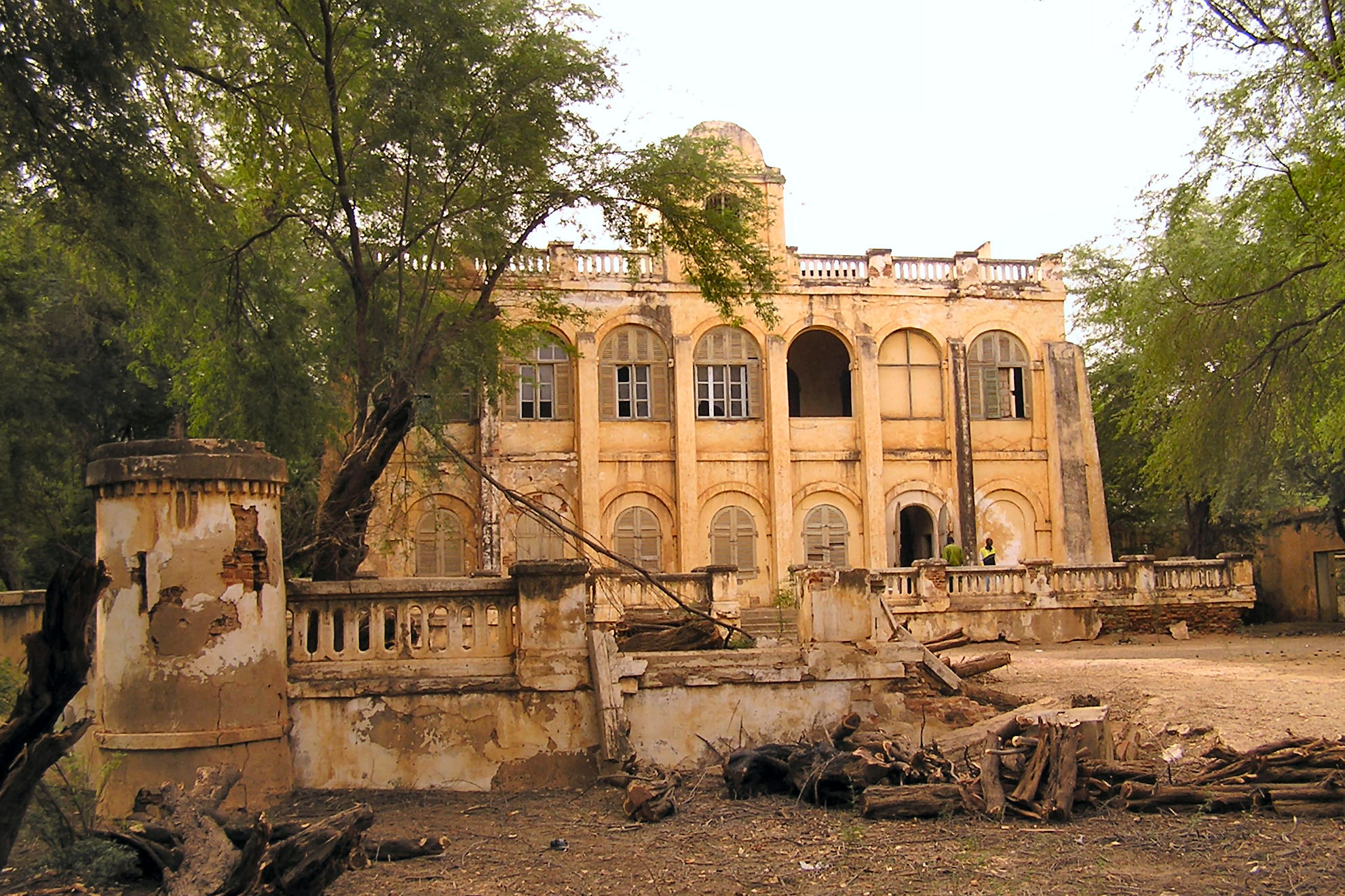
Le château de Richard-Toll, construit par le baron Roger

Après la victoire des colons européens sur le Waalo, les colons durent lutter pendant plusieurs années contre notamment le fils de Ndaté Yalla, Sidya Ndaté Yalla Diop et contre les tiedos du Waalo qui résistaient de façon dure et très éprouvante pour les colons. Les tiedos détruisaient systématiquement toutes leurs installations, les marchandises et toutes les infrastructures. Ils pratiquaient aussi le pillage. Les gouverneurs autochtones, que les Européens avaient installés, résidaient au château de Richard-Toll.
Le Waalo vivait de la production de l'indigo, du mil, du coton, du melon, de la canne à sucre, la gomme arabique, et du poisson. La pêche était très rentable : le Waalo a un littoral qui touche l'océan Atlantique. La Traite Atlantique fait son apparition avec l'installation des premiers Européens au XVIIe siècle.
Le Waalo entra en contact avec les Européens très tôt dans l'histoire de l'Afrique, notamment avec la création du comptoir de Saint-Louis, qui est aujourd'hui l'une des principales villes du Sénégal.

### Résistance anticoloniale de Sidya Diop
Sidya Diop naquit à Nder en 1848, deux ans après l'accès au trône de sa mère en 1846, à la mort de Ndjeumbeut. il appartenait à la lignée maternelle meen des Tédyek. Il a séjourné durant sa tendre enfance sur l'île de Dialang ; à côté de Diokhor. Sa famille était liée à celle des Gaye Diaadior.
À l'âge de dix ans, Sidya Diop devenait l'héritier du trône au Waalo, mais, trop jeune pour régner, il fut écarté par les Français, et c'est le prince Fara Penda Madiaw Khor Diaw, de la lignée des Loggar, qui sera nommé Brak. Les partisans du jeune Sidya entameront alors une lutte acharnée contre la décision Française.
Entre 1858 et 1859, date à laquelle le Waalo fut entièrement conquis, les Français entament une grande répression, plusieurs villages sont incendiés et plusieurs chefs locaux et résistants qui menaient la guérilla, tels que Youga Faly ou Birane Gaye, seront tués ou envoyés en exil au Gabon.
Un peu plus tard, Sidya Diop, celui-ci est envoyé à Saint-Louis, à l'École des Otages des fils de chef, afin de l'assimiler à la culture française. La-bas, Faidherbe en fit son fils adoptif. Sidya, après avoir été à Alger, au lycée impérial en 1861, revint à Saint-Louis. Bon élève, il fut remarqué par son intelligence, son habileté pour les stratégies militaires. En effet, il avait été nommé sous-lieutenant en 1868 à l'âge de 20 ans.
Installé comme chef de canton à Nder, Sidya refuse de collecter les impôts, très élevés, auprès des habitants du canton, il organisa une scolarisation en masse au Waalo. Il commence également à nouer des liens avec plusieurs résistants de la localité. Mais un jour les princes du Waalo se réunirent pour une cérémonie royale à Mbilor. Sidya faisant partie de la noblesse s'y rendit. Arrivé à la cérémonie, le Gueweul Madiartel Dégueune Mbaye (griot) de la cour royale refusa de chanter les louanges de Sidya Diop, car pour celui-ci, il avait trahi les siens, car assimilé à la culture occidentale et portant des vêtements occidentaux. Cet événement poussa Sidya Diop à refuser l'administration coloniale française. Il fut alors reconnu Brak du Waalo, et organisa une grande insurrection. Alliés à plusieurs résistants, ils combattirent de façon très dure les colons. Il réussit à récupérer les provinces annexées. Les français finirent par accepter Sidya Diop comme souverain du Waalo. Cet événement permit également d'instaurer une dynamique, et de faciliter la lutte de Lat-Dior, qui était redevenu Damel du Cayor.
Sidya Diop était désormais à la tête d'une puissante armée, reconnue par les colons dans leurs écrits comme puissante et efficace. Seules les villes de Richard-Toll, Dagana et Lampsar refusaient de se soumettre au nouveau Brak, et restaient du côté français. Yamar Mbodji, de la famille royale, Diooss organisa avec les Français une campagne contre Sidya Diop, fomentèrent un coup d'État contre le Brak Sidya, qui, destitué par la force, se réfugia en Mauritanie auprès de son cousin Ely Ndjombött, roi du Trarza. Au Waalo, les forces françaises reprirent les pillages, les incendies, les exécutions des partisans de Sidya. Du Trarza, Sidya envoya des lettres d'appel à l'aide, à Alboury Ndiaye roi du Djolof, et Lat-Dior, le 23 juin 1875 et le 12 juillet 1875.
Lat-Dior Ngoné Latyr Diop était désormais l'allié des Français, en particulier du colonel Brière de l'Isle. Ensemble ils organisèrent la capture de Sidya Diop. Lat-Dior répondit à l'appel de Sidya Diop, et lui envoya des troupes à Bangoye, mais il s'agissait en réalité d'un guet-apens. Sidya Diop s'y rendit seul avec son état-major. Une fois arrivé, les troupes envoyées par Lat-Dior tuèrent 12 de ses officiers dont le prince loggar Sayoo Yacine Pathé Mbodj capturèrent Sidya, et l'emmenèrent à Saint-Louis chez le gouverneur Valére le 21 décembre 1876. Trahi par Lat-Dior, Sidya à Saint-Louis fut jugé par un tribunal colonial le 17 janvier 1877. En février il est déporté au Gabon, à l'âge de 28 ans. Là-bas, Sidya gagna la sympathie des officiers colons, qui décidèrent de le ramener au Sénégal, sous prétexte qu'il souffrait de maladie mentale. Il embarqua dans un bateau à destination de Dakar, mais une fois arrivé à destination, le gouverneur Brière de l'Isle refuse son retour et exige son renvoi immédiat au Gabon. Meurtri, Sidya Ndaté Yalla Diop se suicide, le soir du 26 juin 1877.

## Institutions et administration politique

### Souverain et système politique
Le souverain du Waalo portait le titre de Brak. Il était élu par un conseil, le seb ak baor, composé de trois grands électeurs, le diogomay qui est le « maître des eaux », le diawoudine, « maître de la terre », gouverneur des Kangame, les chefs de provinces et le Maalo, trésorier du royaume. Le Brak était choisi selon plusieurs conditions. Il devait naturellement appartenir à la famille régnante, c'est-à-dire avoir un lignage paternel issu du fondateur de la lignée. Pour le Waalo, il s'agissait de la lignée des Mbodj, issue de Barka Mbodj, le demi-frère et premier successeur de Ndiadiane Ndiaye.
La société du Waalo étant matrilinéaire, le Brak devaient également appartenir à l'un parmi trois lignages maternels Meen. Ces trois lignages étaient les Loggar, traditionnellement d'origine Maure, les Diouss ou Dyoos, d'origine Sérères, et les Tedyek, d'origine peule. Ces lignages remontent traditionnellement aux femmes et aux filles de Barka Mbodj. Les notables de certaines familles comme les Gaye Diaadior de l'île de Dialang sur la rive ouest du Lac de Guiers faisaient partie des voix qui pesaient pour le choix du roi. Birane Gaye fait partie de cette famille. Ses descendances donc le plus connu est Sahit Gaye ( 1915- 1980)  assuraient la chefferie dans cette zone. 
Enfin l'héritier pouvait être choisi, pour peu qu'il satisfasse aux conditions de lignage, parmi les fils des sœurs du brak et non seulement parmi les fils du Brak. Ce système, en multipliant les héritiers potentiels, a engendré un nombre certains de conflits internes et de succession, qui ont régulièrement affaiblis le pays. Le pouvoir du Brak dépendait également beaucoup du soutien de ses nobles les plus puissants et n'était donc pas une monarchie absolue.

### Provinces et subdivisions
Le royaume est subdivisé en provinces, ainsi, Riket, Maanga, Gammalo, Marwayal, Tungeen (Tounguene), Njaw, Njuwar et Nalewu. Elles sont toutes dirigées par les différentes dynasties, et les divers membres de l'aristocratie. Les familles Diaw, Gaye, Wade, Ndiaye, Ndiouck, Diop - qui donne Pene sur les rives ouest du Lac de Guiers - constituaient les clans les plus puissants du Waalo. Tous sont d'origine wolof. Les Fall issus des brassages entre maures et wolofs (les Ganars Ganars) sont les marabouts et les chefs religieux du walo. Les Gaye aussi sont de très versés dans l'ésotérisme et les sciences religieuses et on les retrouve surtout vers le lac de Guiers.
La capitale du Waalo était la ville de Ndiourbel, actuellement dans ville de Rosso en Mauritanie. En 1702, le brak Yerim Mbagnick transfère la capitale à Ndiani. En 1783 la capitale est à Khouma, puis enfin à Nder.
Les peuples majoritaires dans le Waalo sont les Wolofs, les Peuls, les Toucouleurs, les Sarakhollés et les Maures trarza. Le Waalo est considéré, dans la tradition orale wolof, comme le lieu de naissance de la langue et de la culture wolofs, à la suite du brassage culturel des divers peuples de la région. Ndiadiane Ndiaye, ancêtre mythique des Wolofs, bien avant l'empire du Djolof dont il est le fondateur, avait été élu chef en ce lieu, après avoir émerveillé la population par sa sagesse et ses apparitions miraculeuses. Avant son arrivée dans la région, des propriétaires terriens sérères, lamanes de clan Ngom, et Peuls de clan Diaw, occupaient les lieux, à l'époque de l'Empire du Ghana ou du Wagadou.
Le mot brack, nom du souverain, serait dérivé de Barka Bo Mbooc (Mbodj), nom du premier successeur de Ndiadiane Ndiaye. Pour d'autres, il serait issu du mot arabo-berbère, Baraka ou Barka, signifiant le bienfaiteur.